# Fischmarkt

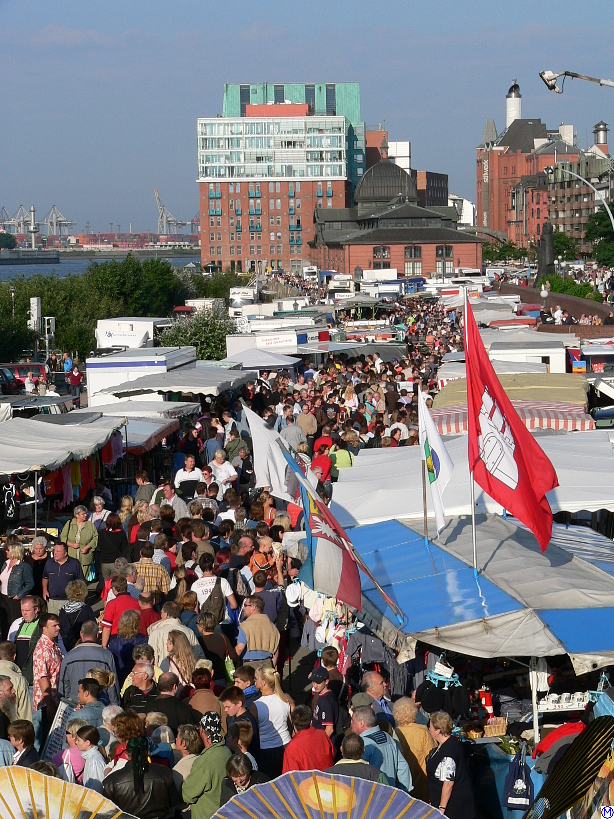
Fischmarkt

Fischmarkt (Altonaer Fischmarkt) i Altona-Altstadt i Hamburg är en marknad som sedan 1703 äger rum på söndagar i Hamburg och som utvecklats till en av stadens turistattraktioner. 
Fischmarkt är på den plats där fiskare och hantverkare bosatte sig under 1500-talet på vad som då var ett område utanför Hamburgs stadsportar. Det danska Altona gavs 1664 stadsrättigheter för att konkurrera gentemot Hamburg och man införde 1703 handel på söndagar. Traditionen att öppna tidigt, klockan fem på morgonen, kommer från att fisken togs in tidigt och såldes innan det blev för varmt. Efterhand började även andra varor att säljas här som frukt och grönsaker men även levande höns, brevduvor och kaniner. 